# Muhammad I (Marynidzi)
Muhammad I ibn Abdulhak (arab. محمد بن عبد الحق = Muḥammad ibn ʿAbd al-Ḥaqq, zm. 1244) – szejk berberskiego klanu Marynidów, syn szejka Abdulhaka I. Objął przywództwo nad klanem po swoim bracie Usmanie w 1240 roku. 
Kiedy almohadzki kalif Maroka Abd al-Wahid II próbował złamać potęgę coraz silniejszych Marynidów, Muhammad I odpowiedział atakiem na Meknes. W 1244 roku został jednak zabity. Przywództwo nad klanem objął wówczas jego brat Abu Jahja Abu Bakr, któremu udało się dokończyć dzieła Muhammada I i wynieść Marynidów na sułtański tron Maroka.